# AVL List
AVL List, celý název Anstalt für Verbrennungskraftmaschinen (Ústav pro spalovací motory) Prof. Dr. Hans List, je mezinárodní koncern s centrálou v Rakousku zaměřený na automobilový průmysl, poradenská firma a nezávislý výzkumný ústav. Je to největší soukromá společnost zaměřená na vývoj pohonných systémů pro motory s vnitřním spalováním (ICE), přístrojů a testovacích systémů a také vyvíjí elektrické pohonné systémy.

## Historie a úspěchy společnosti
Firmu AVL založil profesor Hans List v roce 1948, poté, co se stal nezávislým inženýrem. Finanční prostředky z Marshallova plánu pro obnovu po druhé světové válce byly klíčem k založení AVL. Společnost byla zaměřena především na vznětové motory pro nákladní vozidla a po velkém úspěchu, se v roce 1960 rozdělila, aby zahrnovala divizi pro přístrojové vybavení pro všechny spalovací motory.
V roce 1969 AVL vyvinula revoluční motorovou zkušebnu, která umožňovala komplexní sběr a analýzu dat.
V průběhu roku 1970 se výkon motoru a získávání dat ze vznětových motorů vyvíjených AVL i nadále zlepšovaly a jejich testovací software PUMA začal budovat společnosti dobrou mezinárodní pověst. Syn zakladatele Helmut List se stal předsedou představenstva v roce 1979. Po dalších inovacích a úspěších v osmdesátých letech, AVL otevřelo svou divizi AST (Advanced Simulation Technology) v roce 1987.
Některé ze speciálních dovedností AVL jsou všeobecně známé a dostupné technicky zdatné veřejnosti. Jedním z nich je rozvoj a vylepšení pohonných systémů 4x4. Dalším z nich je ladění zvuku vozidel prakticky pro všechny výrobce automobilů po celém světě. To je důvod proč obecně tišší vozidla mohou být rozlišeny podle jejich výrobce. Nicméně, zvuky jsou citlivě sladěny s místní sluchovým očekáváním a proto zní jinak v Japonsku, Jižní Koreji, Spojených státech, Německu nebo Itálii. Navíc pro každý typ vozidla se očekává, že budou mít charakteristický zvuk. Zvuk sportovního vozu se výrazně liší od SUV nebo cestovní limuzíny od stejného výrobce.
AVL pomáhalo Fordu s vývojem jejich nového "Power Stroke" pro středně těžká nákladní vozidel se vznětovým motorem.
V roce 2007, AVL koupil francouzskou společnost Le Moteur Moderne, která se také specializovala na vývoj motorů. Cílem této operace bylo zlepšit pozici AVL ve Francii, stejně jako ve zbytku světa.
Generální ředitel Helmut List je také autorem stejnojmenné víceúčelové kulturní haly Helmut-List-Halle. Ta hostí mnoho událostí během každoročního Festivalu Štýrský podzim. Zejména díky ideálním akustickým podmínkám pro koncerty klasické hudby byla vyzdvihována i dirigentem Nikolausem Harnoncourtem, který vyrostl ve Štýrském Hradci (Graz).
AVL má mnoho technických center po celém světě. Jmenovitě v Rakousku, Německu, Česku, Slovinsku, Chorvatsku, Švédsku, Japonsku, Jižní Koreji, Francii, USA, Maďarsku, Indii, Velké Británii, Číně, Turecku a Brazílii.
Do AVL group patří, kromě přímých dceřiných společností AVL List GmbH, také další společnosti
- AVL Ditest
- DIGALOG
- AVL Schrick GmbH
- Piezocrsyt
- Trimerics
- AVL Emission Test Systems GmbH
- AVL Pierburg Instruments Flow Technology GmbH
- Le Moteur Moderne (LMM)

## AVL Advanced Simulation Technologies
Termodynamika motorů a Analýza vnitřních toků
- FIRE
- BOOST
- HYDSIM
- FAME

Strukturální dynamika motorů

- EXCITE PowerUnit
- EXCITE Piston&Ring
- EXCITE Timing Drive

Akustické simulace motorů

- EXCITE Acoustics

Koncept simulace vozidel

- CRUISE M
- ADVISOR

Mechanika proudění vozidel

- SWIFT
- FAME

On-line řešení
- ADVISOR
- eFAME

## Elektrická vozidla

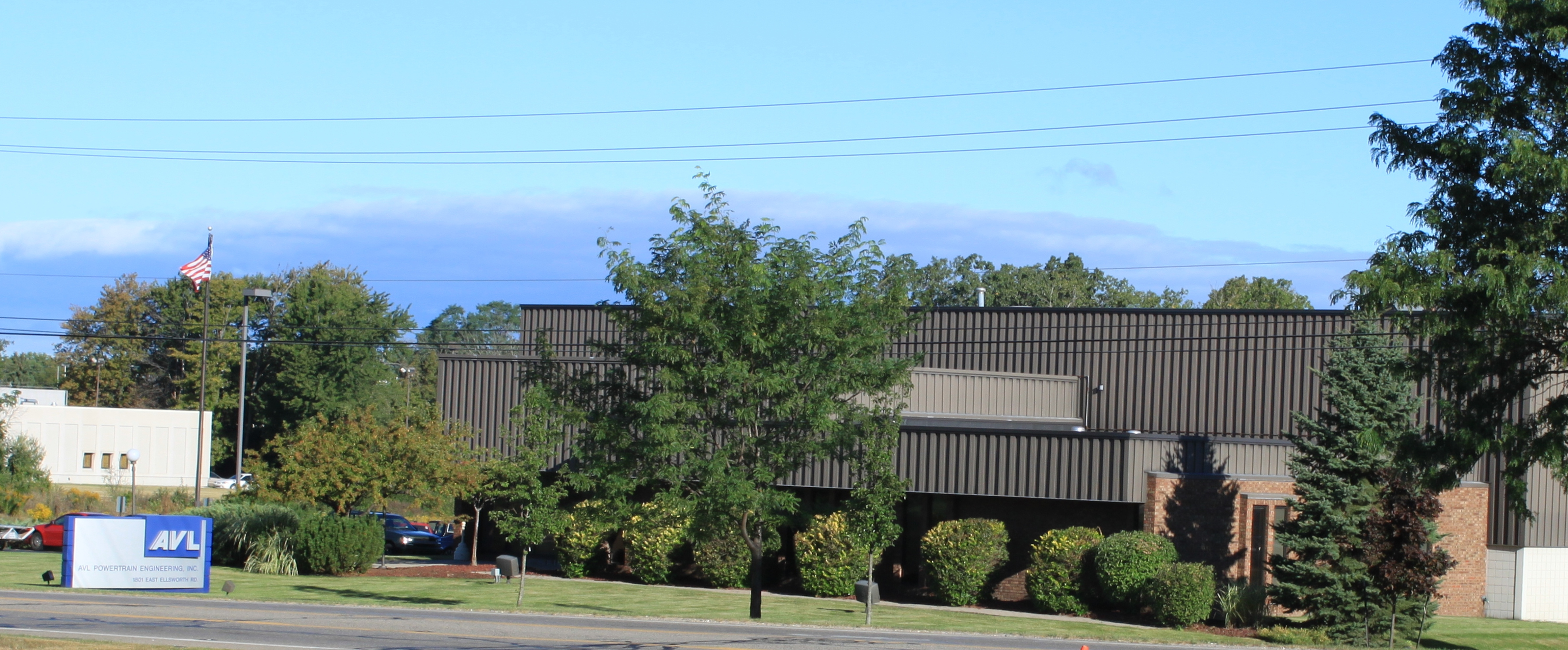
AVL Powertrain Engineering, Ann Arbor, MI

Posun k elektrifikovaným vozidlům vedla AVL Powertrain Engineering Inc. k otevření laboratoře pro baterie v technickém centru v Ann Arbor, Michigan.
AVL představilo nové centrum pro energetický management a systémové integrace - AVL California Technology Center (CTC), na podporu trhu pokročilých technologických iniciativ. Nachází se v epicentru "zelené" iniciativy v jižní Kalifornii. Toto centrum má disponovat možnostmi, kterými v současné době nedisponuje žádné jiné severoamerické vědecké zařízení.

## AVL v České republice
V ČR má společnost AVL dvě dceřiné firmy: AVL Čechy a AVL Moravia - ta se zabývá především výrobou válcových dynamometrů pro vývoj nových aut.